# Registerton
De registerton of moorsomton is een verouderde eenheid om de grootte van scheepsladingen uit te drukken. Hoewel het woorddeel 'ton' doet vermoeden dat we de massa van de lading meten, geven we eigenlijk het volume van de laadruimte. Eén registerton is het equivalent van een ruimte met als afmetingen 10 × 10 × 1 ft. Dit brengt het totaal op 100 ft³ oftewel 2,83 m³.
Men onderscheidt:
- Het brutoregistertonnage (BRT) of gross register tonnage (GRT): alle overdekte ruimten van het schip, zowel beneden als boven het meet-/hoofddek. Het BRT geeft dus het volume van het schip aan.
- Het nettoregistertonnage of net register tonnage (NRT): het brutoregistertonnage minus alle ruimten die geen vracht of passagiers kunnen bevatten (bijv. de machinekamer en de opslagruimtes voor brandstof: het kolenruim of de olietanks). Het NRT geeft dus het volume van de lading aan.

Deze definiëring van de scheepsgrootte trad in voege door de Conventie van Oslo (1930). Krachtens het Scheepsmetingsverdrag (1969) werd de registerton vervangen door het, weliswaar gelijkaardige, bruto- en nettotonnage.